# Alternativa Democrática Nacional
A Alternativa Democrática Nacional (ADN), fundada com a designação de Partido Democrático Republicano (PDR), é um partido político português conservador, considerado de extrema-direita, designação que a agremiação rejeita. Resulta da alteração de designação do PDR, validada pelo Tribunal Constitucional a 28 de setembro de 2021. O seu presidente é, desde janeiro de 2020, Bruno Fialho.

## História
A 5 de outubro de 2014, o advogado António Marinho e Pinto criou o PDR em Coimbra, após o seu abandono da delegação do Partido da Terra (MPT) no Parlamento Europeu, partido pelo qual fora eleito eurodeputado nas eleições para o Parlamento Europeu de 2014, com 7,15% dos votos. Conseguiu reunir 13 000 assinaturas (quase o dobro das 7 500 exigidas por lei), que foram entregues no Tribunal Constitucional a 1 de dezembro de 2014.
O então PDR foi legalizado pelo Tribunal Constitucional de Portugal a 11 de fevereiro de 2015. Foi aceite como membro do Partido Democrático Europeu a 5 de maio de 2015.
No dia 26 de junho de 2015 teve lugar a tomada de posse do Conselho Nacional, órgão máximo do Partido, com os seus 25 conselheiros.
Nas eleições legislativas de 2015, às quais Marinho Pinto concorreu pelo círculo de Coimbra, não conseguiu eleger nenhum deputado, tendo o partido obtido apenas 60 912 votos no total nacional, que corresponde a 1,13%.
Nas eleições legislativas de 2019, o partido perdeu mais de 80% dos votos das eleições anteriores, continuando sem eleger deputados.
No dia 18 de janeiro de 2020, Bruno Fialho tomou posse como presidente do Partido Democrático Republicano.
A 28 de setembro de 2021, com vista a alterar a imagem pública do anterior Partido Democrático Republicano e a desfazer equívocos decorrentes da confusão de siglas entre PDR e PNR — o antigo Partido Nacional Renovador, atualmente designado Ergue-te —, o anterior PDR passou a designar-se Alternativa Democrática Nacional, com a sigla ADN, alteração que foi aceite e registada pelo Tribunal Constitucional na sequência de deliberação tomada pelo Conselho Nacional do PDR a 13 de março de 2021. Foi igualmente efectuada uma alteração aos estatutos e ao programa político do partido, em vigor à data das eleições legislativas de 2022, nas quais obteve um resultado semelhante ao das anteriores e não conseguindo eleger deputados.
A 23 de maio de 2022, o ADN desvinculou-se do Partido Democrático Europeu (PDE). Tal decisão ocorreu na sequência de pedidos de expulsão do ADN por parte de partidos-membros do PDE que condenavam as posições negacionistas da COVID-19 e anti-LGBT do partido.
Rui Fonseca e Castro deixou o cargo de Secretário-Geral do ADN e desfiliou-se do partido no dia 3 de abril de 2023.
A 29 de abril de 2024, o Volt Portugal solicitou junto do Tribunal Constitucional a extinção do partido ADN devido às declarações de Bruno Fialho em relação à reabertura e envio de oposição política para o Campo de Concentração do Tarrafal.
A 5 de maio, no terceiro congresso do ADN, Bruno Fialho foi reeleito com 98,8% dos votos para um segundo mandato de quatro anos como presidente do partido.

## Posições políticas
Segundo seus estatutos, o ADN é um partido que "rejeita toda a discussão política desenvolvida na órbita da dicotomia esquerda-direita".
As suas propostas incluem fundir a PSP e a GNR numa única força de segurança, combater o que define como “fraude climática” e eliminar apoios públicos à Interrupção Voluntária da Gravidez, bem como à cirurgia de redesignação sexual, quando realizadas por opção. O partido defende a valorização do mercado livre, a propriedade privada e a gestão do SNS com parcerias público-privadas.
O partido abraça diversas teorias da conspiração como a Nova Ordem Mundial, o negacionismo sobre o COVID-19 e o negacionismo climático.

### LGBTIQ+
O ADN opõe-se ao ensino de "conteúdo LGBTQI+" nas escolas, descrevendo-o como fruto do "lóbi LGBT", e propôs, no II Congresso Nacional, a eliminação de todo o conteúdo desta natureza do currículo escolar até ao 12º ano de escolaridade obrigatória. Esta posição valeu ao partido a condenação e vários pedidos de expulsão do Partido Democrático Europeu do qual fazia parte, por herança do anterior PDR, optando por se desvincular a 23 de maio de 2022.

### COVID-19
No debate de partidos sem representação parlamentar para as eleições legislativas de 2022, Bruno Fialho afirmou que o novo ADN é um partido diferente do antigo PDR. O presidente do partido ficou igualmente conhecido pela sua atitude crítica às medidas sanitárias de combate à COVID-19. Em 2022, o partido atraiu alguma atenção pela sua posição negacionista em relação à pandemia de COVID-19 após seu presidente ter afirmado num debate televisivo que "não houve excesso de mortalidade em Portugal por causa da Covid", e que "não houve é a prova de que apenas 152 pessoas morreram de COVID (em Portugal)".

### Revisão Constitucional
A Alternativa Democrática Nacional adotou uma postura agressiva em relação às mudanças constitucionais propostas pelo XXIII Governo Constitucional e pelo Chega, Partido Social Democrata e Partido Socialista em 2022 e 2023. Estas mudanças visam facilitar quarentenas e confinamentos por decreto de organizações de saúde, sem a necessidade de uma Sentença ou Estado de emergência, o que o partido alega afrontar os direitos e liberdades dos cidadãos.
A 24 de junho de 2022, no acórdão 464/2022, o Tribunal Constitucional declarou que os confinamentos fora do Estado de emergência são inconstitucionais.
O ADN entregou no Departamento de Investigação e Ação Penal Regional de Lisboa (DIAP) duas queixas-crimes contra os deputados do PSD e do PS que subscreveram os projetos de Revisão Constitucional, acusando-os do crime de “atentado ao Estado de direito”.

### Guerra da Ucrânia
Relativamente à invasão da Ucrânia pela Rússia em 2022, o líder do partido criticou Vladimir Putin por ter atacado a Ucrânia sem ter esgotado primeiro todas as opções não bélicas. Insistiu também que que os principais culpados pela invasão foram os Estados Unidos, por Joe Biden ter alegadamente pressionado a Ucrânia para que entrasse na NATO.

### Classificação como extrema-direita
Em 2023, num relatório publicado pela ONG norte-americana Global Project Against Hate and Extremism (GPAHE), o ADN foi classificado, juntamente com o Chega e o Ergue-te, como um grupo de ódio e extrema-direita. O partido respondeu ao relatório da GPAHE com um pedido de direito de resposta à RTP, que produziu uma reportagem sobre o relatório.

## Resultados eleitorais

### Eleições legislativas
| Data | Líder                   | Cl.  | Votos   | %             | +/-  | Deputados | +/-     | Status            |
| ---- | ----------------------- | ---- | ------- | ------------- | ---- | --------- | ------- | ----------------- |
| 2015 | António Marinho e Pinto | 7.º  | 61 632  | 1,14 / 100,00 |      | 0 / 230   |         | Extra-parlamentar |
| 2019 | António Marinho e Pinto | 17.º | 11 761  | 0,22 / 100,00 | 0,92 | 0 / 230   | Estável | Extra-parlamentar |
| 2022 | Bruno Fialho            | 14.º | 11 451  | 0,23 / 100,00 | 0,01 | 0 / 230   | Estável | Extra-parlamentar |
| 2024 | Bruno Fialho            | 9.º  | 102 132 | 1,58 / 100,00 | 1,35 | 0 / 230   | Estável | Extra-parlamentar |
| 2025 | Bruno Fialho            | 9.º  | 81 594  | 1,29 / 100,00 | 0,19 | 0 / 230   | Estável | Extra-parlamentar |

### Eleições europeias
| Data | Líder                   | Cl.  | Votos  | %            | +/-  | Deputados | +/-     |
| ---- | ----------------------- | ---- | ------ | ------------ | ---- | --------- | ------- |
| 2019 | António Marinho e Pinto | 14.º | 15 789 | 0,48 / 100,0 |      | 0 / 21    |         |
| 2024 | Joana Amaral Dias       | 8.º  | 54 063 | 1,37 / 100,0 | 0,89 | 0 / 21    | Estável |

### Eleições autárquicas
(os resultados apresentados excluem os resultados de coligações que envolvem o partido)
| Data | Cl.  | Votos | %             | +/-  | Presidentes CM | +/-     | Vereadores | +/-     |
| ---- | ---- | ----- | ------------- | ---- | -------------- | ------- | ---------- | ------- |
| 2017 | 19.º | 2 799 | 0,05 / 100,00 |      | 0 / 308        |         | 0 / 2 074  |         |
| 2021 | 66.º | 319   | 0,01 / 100,00 | 0,04 | 0 / 308        | Estável | 0 / 2 074  | Estável |

### Eleições regionais

#### Região Autónoma dos Açores
| Data | Líder         | Cl.           | Votos         | %             | +/-           | Deputados     | +/-           | Status            |               |
| ---- | ------------- | ------------- | ------------- | ------------- | ------------- | ------------- | ------------- | ----------------- | ------------- |
| 2016 | Rui Estrela   | 12.º          | 84            | 0,09 / 100,0  | Novo          | 0 / 57        | Novo          | Extra-parlamentar |               |
| 2020 | Não concorreu | Não concorreu | Não concorreu | Não concorreu | Não concorreu | Não concorreu | Não concorreu | Não concorreu     | Não concorreu |
| 2024 | Rui Matos     | 10.º          | 381           | 0,33 / 100,0  | Novo          | 0 / 57        | Novo          | Extra-parlamentar |               |

#### Região Autónoma da Madeira
| Data | Líder         | Cl.  | Votos | %             | +/-  | Deputados | +/-     | Status            |
| ---- | ------------- | ---- | ----- | ------------- | ---- | --------- | ------- | ----------------- |
| 2019 | Filipe Rebelo | 14.º | 603   | 0,42 / 100,00 | Novo | 0 / 47    | Novo    | Extra-parlamentar |
| 2023 | Miguel Pita   | 13.º | 617   | 0,46 / 100,00 | 0,04 | 0 / 47    | Estável | Extra-parlamentar |
| 2024 | Miguel Pita   | 12.º | 772   | 0,57 / 100,00 | 0,11 | 0 / 47    | Estável | Extra-parlamentar |
| 2025 | Miguel Pita   | 12.º | 691   | 0,48 / 100,00 | 0,09 | 0 / 47    | Estável | Extra-parlamentar |

## Símbolos do partido

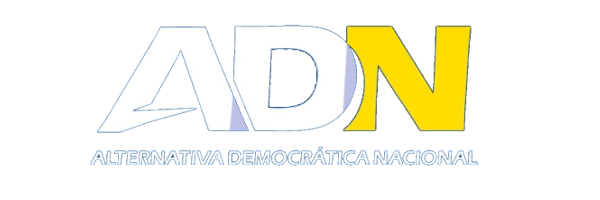
Símbolo atual, em uso desde 2023
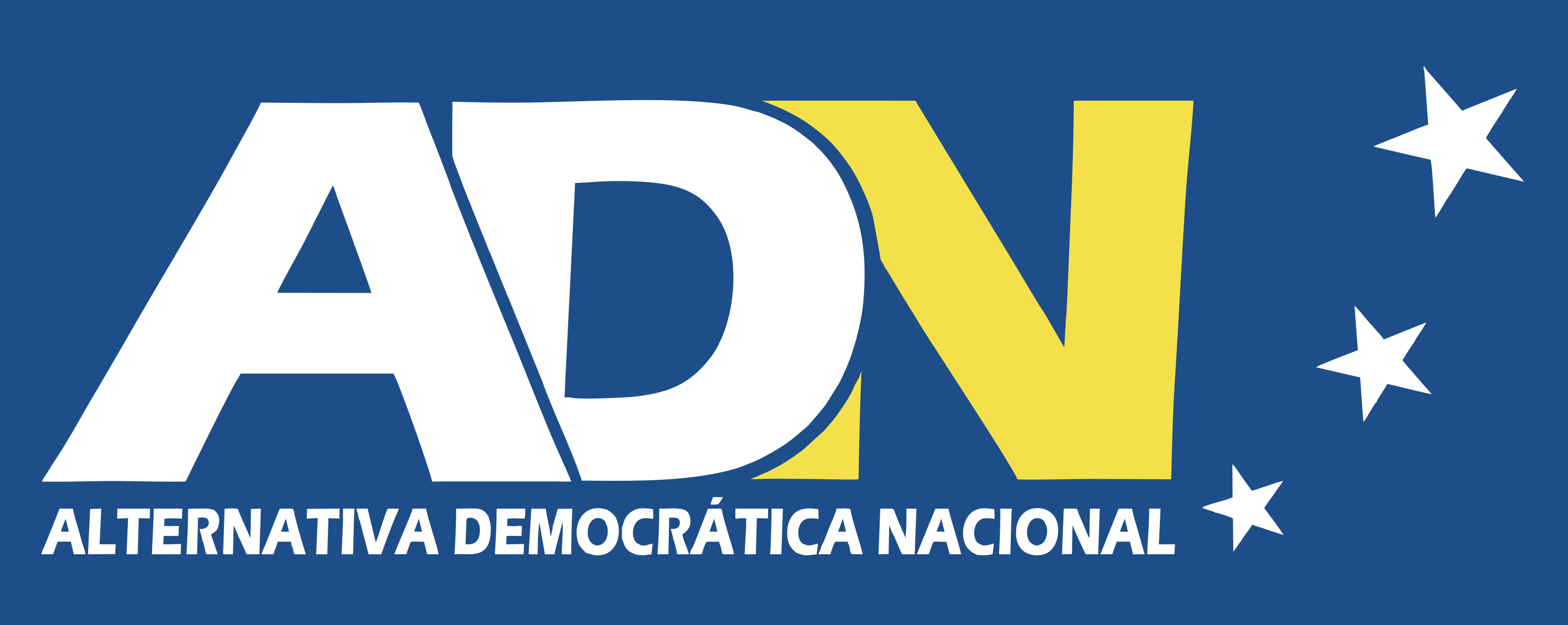
Símbolo de 2021 a 2023
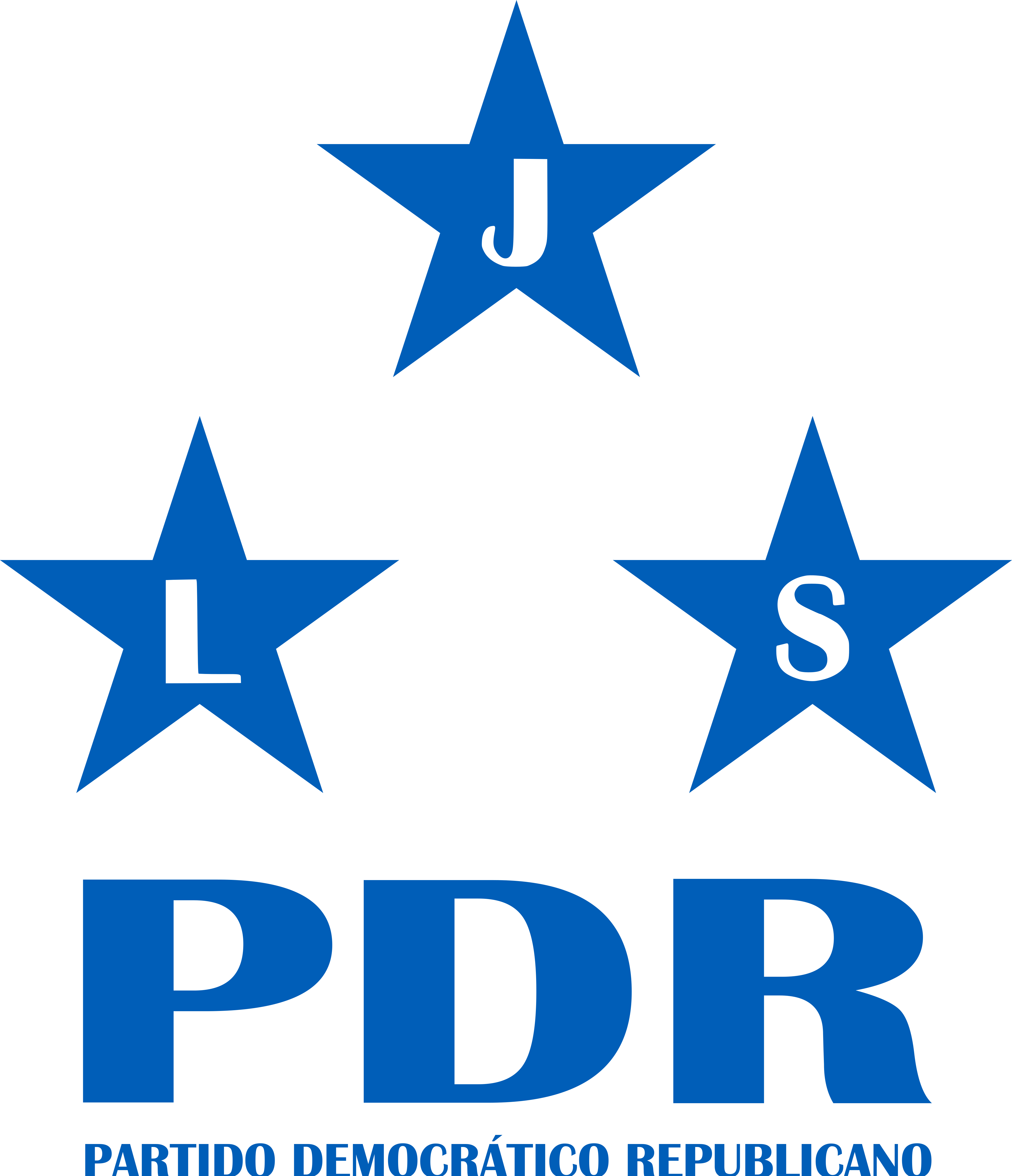
Símbolo antigo do Partido Democrático Republicano (2015-2021)